# Kim Taek-soo
Kim Taek-soo (25 maggio 1970) è un tennistavolista sudcoreano. È conosciuto per aver sferrato una contro schiacciata pari a 178km orari.